# 小林信夫 (イラストレーター)
小林 信夫（こばやし のぶお、生年月日非公表 - 2023年6月20日）は、日本のイラストレーター、モデラー。鉄道模型メーカーの商品の箱絵を手がけ、鉄道模型雑誌に製作記事を連載していた。

## 来歴・人物
武蔵野美術大学卒業し、トミー工業（現・タカラトミー、ホビー事業部は現・トミーテック）に入社。トミーナインスケールを担当し、「K.S.K.タイプCタンク機関車」を開発したのち、鉄道模型ブランドTOMIX立ち上げにも関わった。

### グリーンマックス
1980年代にはグリーンマックスの鉄道模型製品の箱絵や解説書、カタログのイラストを手がけた。特にカタログにおいては乗り物マニアや建物マニアの本領を生かし、鉄道に留まらない広範な鉄道模型のストラクチャーの製作方法を提示し、近似スケール（1/144スケールなど）の船や飛行機の模型を使うといった提案をした。また、自ら企画した漁船キットには1/200スケールの海外製キットの漁船を日本仕様にするためのデカールまで付属していた。
小林による企画のストラクチャーの中には製品化された漁港などの他に空港の格納庫や劇場、地方銀行、ガソリンスタンドがあり、カタログに掲載されたものの未発売となったが、このようなものは後々他社が製品化した。

### 鉄道模型趣味誌
『鉄道模型趣味』1990年6月号の誌面に登場して以降、死去する2023年まで数々の製作記事を寄せていた。
1/72スケールのミリタリーモデルの軍用車両を民間仕様に改造してHOゲージに転用したり、各種食玩モデルのストラクチャーへの転用を薦める記事が多く、ペーパーモデルによる車体やストラクチャーの自作も得意としていた。近年では、フリーマーケットや100円ショップで販売されている安価な玩具の改造や色付きの紙、廃材を用いて極力塗装を不要とした安価な工作の紹介が多くなっていた。

### 晩年・没後
『鉄道模型趣味』2023年8月号の編集後記にて、同号の締切直前に訃報が届いたことが触れられた。
翌9月号にて、6月20日未明に入院中の病院にて死去したことが誌面で発表された。晩年は入退院を繰り返しており、入院中にも執筆していた。享年72。
第22回国際鉄道模型コンベンション（2023年8月18-20日開催）のModels IMON・TMSブースにて「小林信夫さん原画展」と題して、製作記事用に描かれた原画が初めて公開された。
2024年9月には、小林の選り抜き記事で構成された『小林信夫の模型世界』が発行された。

### その他の主な仕事
- 『GMマニュアル Vol.1』グリーンマックス、1986年11月。（小林の名は記載されていない）
- トミーテック 鉄道コレクションのイメージイラスト[9][10]
  - ナローゲージ80 猫屋線第7弾-猫山森林鉄道第2弾（縮尺1/80・軌間9mm、2020年2月-2024年2月発売）
  - ノスタルジック鉄道コレクション 第1弾-第4弾（縮尺1/150・軌間9mm、2021年6月-2023年12月発売）